# Аккончия, Итало
Итало Аккончия (итал. Italo Acconcia; 20 апреля 1925, Кастельвеккьо-Субекуо — 12 февраля 1983, Флоренция) — итальянский футболист, игравший на позиции полузащитника. По завершении игровой карьеры — тренер.
Выступал, в частности, за клубы «Фиорентина» и «Дженоа», а также вторую сборную Италии.

## Клубная карьера
Родился 20 апреля 1925 года в городе Кастельвеккио-Субекуо. Воспитанник футбольной школы клуба «Л’Акуила». Взрослую футбольную карьеру начал в 1942 году в основной команде того же клуба, в которой провел два сезона, которые были разделены войной, приняв участие в 49 матчах Серии С.
В течение сезона 1946/47 годов защищал цвета клуба «Катандзаро» в Серии B, сумма трансфера составила 300 тысяч лир. Своей игрой привлёк внимание представителей тренерского штаба «Фиорентины», к составу которого присоединился в 1947 году. Выступал за «фиалок» последующие три сезона. В первых двух сезонах, проведенных в составе «Фиорентины», был основным игроком команды, но в третьем потерял место в основе и сезон 1950/51 провел по аренде в «Удинезе». В 1951 году перешел в «Рому», с которой в следующем году стал победителем Серии В.
В 1952 году заключил контракт с клубом «Дженоа», в составе которого выступал два года. В первом сезоне, помог клуба выиграть Серию и выйти в элитный дивизион, но в Серии А выходил на поле редко и вскоре вернулся во второй дивизион, где выступал за «Модену» и «Салернитану»
В течение сезона 1956/57 годов защищал цвета клуба «Пистойезе» в Серии D, завершил игровую карьеру в «Санджованнезе», за которую выступал в течение 1957—1961 годов. Всего за карьеру провел 106 матчей и забил 5 голов в Серии А, а также 128 матчей в Серии B.
25 мая 1949 года Аккончия провел матч в составе второй сборной Италии.

## Тренерская карьера
Начал тренерскую карьеру, ещё продолжая играть на поле, в 1960 году, возглавив тренерский штаб клуба «Санджованезе», после чего в течение 1961—1962 годов возглавлял команду «Пистойезе».
В 1977 году возглавил новосозданную сборную Италии (до 20 лет) которая поехала не первый розыгрыш молодёжного чемпионата мира 1977 года в Тунисе. Впоследствии руководил командой и на молодежном чемпионате мира 1981 года в ФРГ, после чего покинул сборную. На обоих турнирах итальянцы не смогли выйти из группы.
Умер 12 февраля 1983 года на 58-м году жизни в городе Флоренция.